# Pompeja
Pompeja (Pompeia; ur. 80/75 p.n.e. – zm. przed 35 p.n.e.) – jedyna córka Pompejusza Wielkiego i jego trzeciej żony Mucji Tercji, siostra Gnejusza Pompejusza oraz Sekstusa Pompejusza. Żona Faustusa Korneliusza Sulli, syna dyktatora Lucjusza Korneliusza Sulli, a następnie Lucjusza Korneliusza Cynny.

## Życiorys
Pompeja urodziła się i dorastała w Rzymie. Po czwartym ślubie ojca z Julią córką Cezara w 59 pn.e., Pompeja została zaręczona z Kwintusem Serwiliuszem Cepionem, lecz wyszła za mąż za Faustusa Korneliusza Sullę, syna dyktatora Sulli i Cecylii Metelli Dalmatyki. Około 47 p.n.e. Faustus zginął w wojnie afrykańskiej przeciwko Cezarowi. Dwaj synowie Pompei i Faustusa wpadli w ręce Cezara, który ich uwolnił.
Po 46 p.n.e. Pompeja wyszła ponownie za mąż za Lucjusza Korneliusza Cynnę, który był bratem Kornelli, pierwszej żony Cezara.
Przez pewien czas towarzyszyła swemu młodszemu bratu Sekstusowi na Sycylii. Pompeja zmarła przed Sekstusem jakiś czas przed 35 p.n.e.
Wywód przodków:
| 4. Gnejusz Pompejusz Strabon        |  |                             |  |  |            |
|                                     |  | 2. Gnejusz Pompejusz Wielki |  |  |            |
| 5. N.N.                             |  |                             |  |  |            |
|                                     |  |                             |  |  | 1. Pompeja |
| 6. Kwintus Mucjusz Scewola Pontifex |  |                             |  |  |            |
|                                     |  | 3. Mucja Tercja             |  |  |            |
| 7. Lycynia                          |  |                             |  |  |            |
|                                     |  |                             |  |  |            |

Małżeństwa i dzieci:
| Pompeja                                                             |
| \| 1. Faustus Korneliusz Sulla \| \| 2. Lucjusz Korneliusz Cynna \| |
| 1. Faustus Korneliusz Sulla                                         |
| 2. Lucjusz Korneliusz Cynna                                         |

| 1. Faustus Korneliusz Sulla |
| 2. Lucjusz Korneliusz Cynna |

| Gnejusz Korneliusz Cynna Magnus |

| Kornelia Pompeja Magna             |
| \| 1. Lucjusz Skryboniusz Libon \| |
| 1. Lucjusz Skryboniusz Libon       |

| 1. Lucjusz Skryboniusz Libon |

Zobacz też: Drzewo genealogiczne Pompejuszów